# Chaima
Pour les articles homonymes, voir Chaima (homonymie).
 (février 2024).
Si vous disposez d'ouvrages ou d'articles de référence ou si vous connaissez des sites web de qualité traitant du thème abordé ici, merci de compléter l'article en donnant les références utiles à sa vérifiabilité et en les liant à la section « Notes et références ».
Le chaima est une langue disparue du groupe des langues caribes, une famille de langues indigènes d’Amérique du Sud et apparentée au tamanaco et à l’arekuna (ou pemon).